# Mesonitys fnlleborni
Mesonitys fnlleborni är en insektsart som beskrevs av Schmidt 1908. Mesonitys fnlleborni ingår i släktet Mesonitys och familjen Eurybrachidae. Inga underarter finns listade i Catalogue of Life.